# Vuoto Gigante

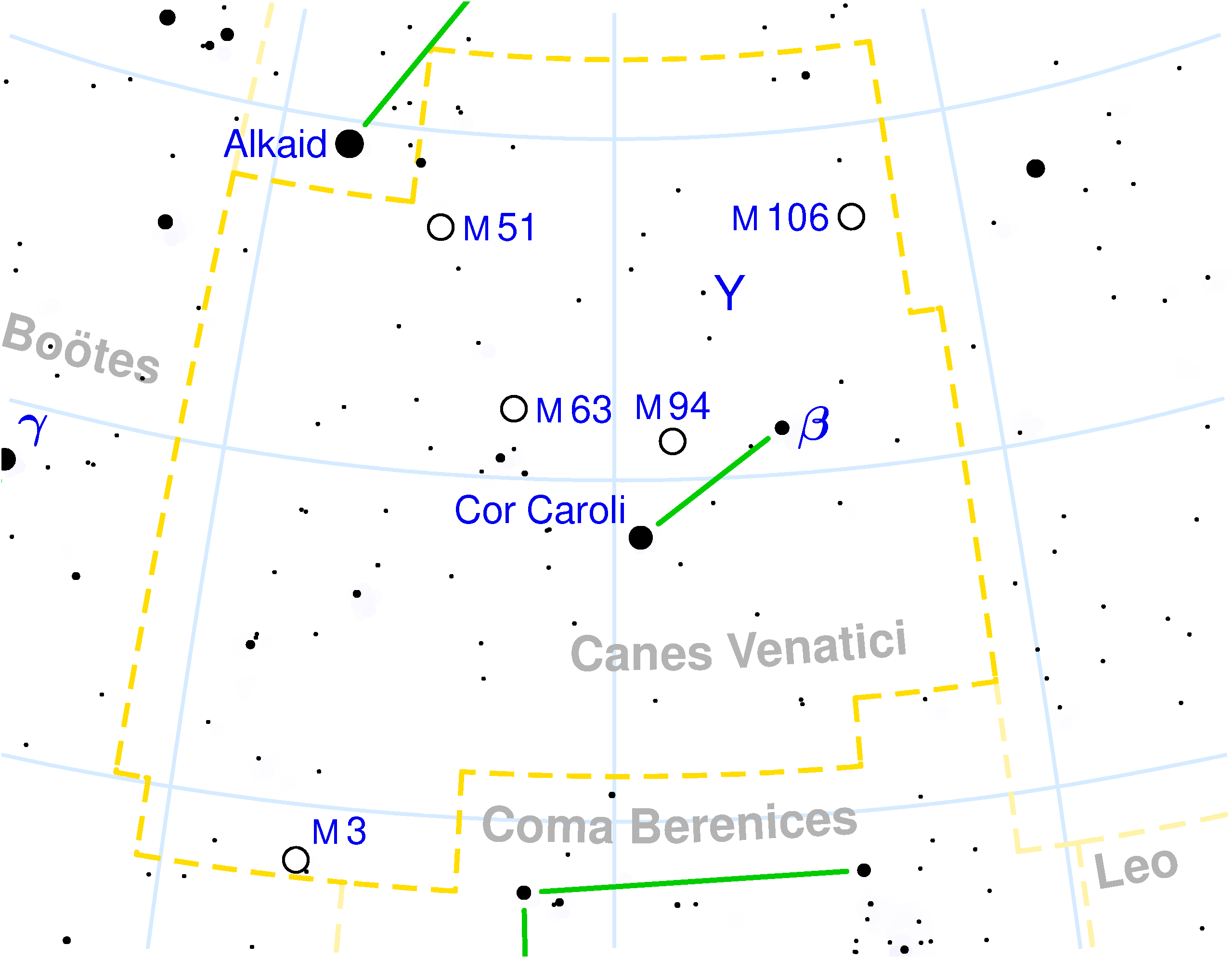
La costellazione dei Cani da Caccia.

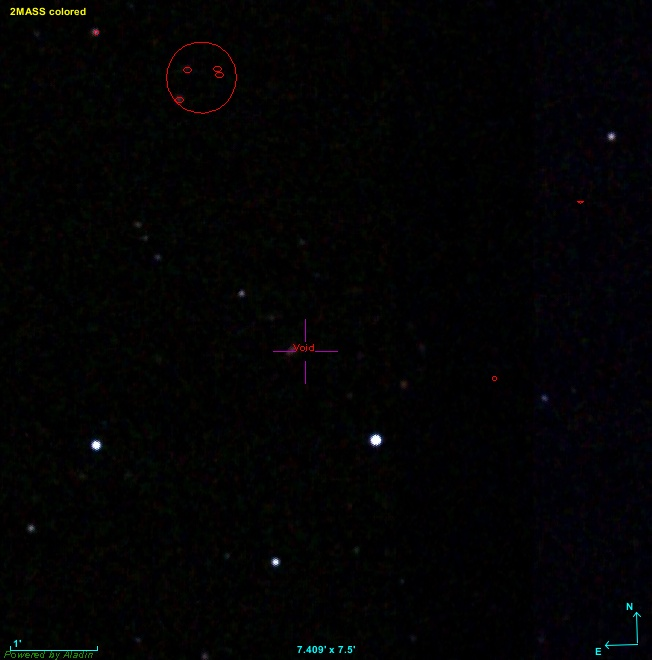

Il Vuoto Gigante è una grande regione di spazio caratterizzata da una bassissima densità di galassie, nella costellazione dei Cani da Caccia. Al momento della sua scoperta era il più grande vuoto conosciuto, con un diametro stimato tra i 300 e i 400 megaparsec (tra 1 e 1,3 miliardi di anni luce) e una distanza dalla Terra approssimativamente pari a 1,5 miliardi di anni luce (z = 0,116). Il primo posto gli fu tolto nel 2013 dal Vuoto KBC, con un diametro di 2 miliardi di anni luce.
Fu scoperto nel 1988 come il vuoto più consistente dell'emisfero galattico nord, fino alla scoperta del Vuoto KBC. Anche le dimensioni dell'ipotetico Supervuoto di Eridano (o Grande Vuoto, corrispondente alla macchia fredda del WMAP) non sono comparabili a quelle del Vuoto Gigante, a cui pur non corrisponde nessun significativo picco negativo nella radiazione cosmica di fondo. Pur trattandosi di un vasto vuoto, esso contiene 17 gruppi di galassie, concentrati in una regione sferica di 50 megaparsec di diametro. Studi sul movimento delle galassie mostrano che non interagiscono tra di loro, il che significa che la densità dei gruppi è molto bassa e si traduce in una trascurabile interazione gravitazionale.
La posizione del Vuoto nel cielo è vicina a quella del Vuoto del Boote, che è cinque volte più vicino ma ha un quarto delle dimensioni del Vuoto Gigante.